# 林堡芝士
林堡芝士（Limburger）源產自比利時列日省林堡附近，但20世紀後期德國、美國製的林堡芝士已經取代了比利時生產的芝士。林堡芝士外型為小長條狀，紅褐色的外殼和奶油色的芝士肉，林堡芝士的刺激性味道主要來自外殼，內部质地如奶油，香味浓郁。
该芝士散发非常强烈的臭味，是气味极为浓烈芝士中的一款品种。